# Reepenia fulviventris
Reepenia fulviventris är en biart som först beskrevs av Cameron 1901.  Reepenia fulviventris ingår i släktet Reepenia och familjen vägbin. Inga underarter finns listade i Catalogue of Life.